# توصرف‌کننده

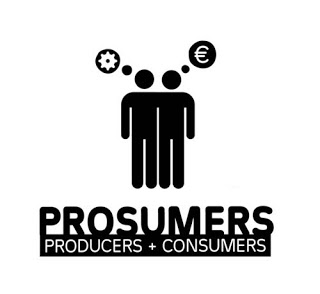
توصرف‌کننده

توصرف کننده ترکیبی از کلمات تولید کننده و مصرف کننده می‌باشد. به فردی گفته می‌شود که از نظر بازار مشتری حرفه‌ای است و از لحاظ اقتصاد مصرف‌کننده‌ای است که در تولید محصول نهایی به نحوی دخالت داشته‌است. نقش توصرف‌کننده در تولید محصول نهایی می‌تواند به صور مختلف مانند طراحی، سفارشی سازی یا انجام مرحله ای از کار باشد.
بعنوان مثال فردی که از دستگاه خودپرداز استفاده مینماید در حالیکه از محصول نهایی آن خودپرداز استفاده مینماید ولی در تولید محصول نهایی که دریافت صورتحساب بانکی یا دریافت پول از آن خودپرداز است نیز دخالت دارد.

کاربرد این لغت در صنعت برق برای سیستمهای نوین شبکه برق که یک مشترک هم تولیدکننده و هم مصرف کننده است بکار می رود . بطور مثال مصرف کننده ایی که خود دارای نیروگاه برق بادی و خورشیدی هم است و در مواردی بجای مصرف انرژی الکتریکی می تواند برق به شبکه بدهد . توضیحات کامل در لینک زیر داده شده است . 
https://www.electrical-installation.org/enwiki/Design_of_Prosumer_electrical_installations